# Orry-la-Ville
Orry-la-Ville är en kommun i departementet Oise i regionen Hauts-de-France i norra Frankrike. Kommunen ligger i kantonen Senlis som tillhör arrondissementet Senlis. År 2022 hade Orry-la-Ville 3 519 invånare.

## Befolkningsutveckling
Antalet invånare i kommunen Orry-la-Ville
| Referens: INSEE |